# Carlotta Cambi
Carlotta Cambi est une joueuse italienne de volley-ball née le 28 mai 1996 à San Miniato, en Toscane. Elle a remporté avec l'équipe d'Italie la médaille d'or du tournoi féminin aux Jeux olympiques d'été de 2024, organisés à Paris.